# Жаба-водоніс
Жаба-водоніс (Pyxicephalus) — рід земноводних підродини Pyxicephalinae родини Pyxicephalidae. Має 5 видів.

## Опис
Загальна довжина коливається від 12 до 24,5 см, вага сягає 2 кг. Спостерігається статевий диморфізм: самці більші за самиць. Голова коротка, морда округла. Тулуб масивний, широкий. Мають великий рот та гострі зуби. Нижня щелепа виступає уперед. Задні кінцівки дуже потужні. Забарвлення шкіри темно-зелене з і світлими крапочками, плямочками або цяточками. Втім деякі види позбавлені цього. Пуголовки дуже яскравого забарвлення.

## Спосіб життя
Полюбляють савани, рідколісся, пагорби. Активні вночі. Риють нори, де проводять час у сплячці, що триває влітку, у сухий сезон. Щоб пережити цей період утворює своєрідну кулю навколо себе, де накопичує вологу. після завершення спекотного періоду, ці земноводні розривають оболонку й деякий час нею живляться. Звідси походить назва цих жаб. Живляться великими безхребетними, гризунами, дрібними земноводними, пташенятами.
Це яйцекладні амфібії. Самиця відкладає 3000—4000 яєць. Пуголовки з'являються через 2 дні. Метаморфоз триває 18 днів.

## Розповсюдження
Мешкають в Субсахарській Африці.

## Види
- Pyxicephalus adspersus Tschudi, 1838
- Pyxicephalus angusticeps Parry, 1982
- Pyxicephalus beytelli du Preez, 2024[1]
- Pyxicephalus edulis Peters, 1854
- Pyxicephalus obbianus Calabresi, 1927